# Conde de Burlington
O título Conde de Burlington foi criado duas vezes, primeiro no Pariato da Inglaterra e depois no Pariato do Reino Unido. A primeira criação foi para Richard Boyle, 2.º Conde de Cork, em 20 de Maio de 1664. Ele tinha sido anteriormente titulado Barão Clifford de Lanesborough (4 de novembro de 1644), também no Pariato da Inglaterra. A segunda criação foi para Lord George Augustus Henry Cavendish (com o título subsidiário Barão Cavendish de Keighley), em 10 de Setembro de 1831.

## Barões Clifford de Lanesborough (1644)
- Richard Boyle, 1.º Barão Clifford de Lanesborough, 2.º Conde de Cork (1612–1698) (titulado Conde de Burlington em 1664)

## Condes de Burlington (e Cork) (1664)
- Richard Boyle, 1.º Conde de Burlington e 2.º Conde de Cork (1612–1698)
- Charles Boyle, 2.º Conde de Burlington e 3.º Conde de Cork (1660–1704)
- Richard Boyle, 3.º Conde de Burlington e 4.º Conde de Cork (1694–1753)

O terceiro conde teve apenas duas filhas, fazendo com que a primeira criação do Condado de Burlington e da Baronia de Clifford de Lanesborough fossem extintas em 1753 (o Condado de
Cork, contudo, passou para John Boyle, 5.º Conde de Orrery e para seus descendentes). Entretanto, sua segunda filha, Lady Charlotte Elizabeth Boyle, desposou William Cavendish, 4.º Duque de Devonshire. O condado foi criado novamente para o filho deles, Lord George Augustus Henry Cavendish.

## Condes de Burlington, segunda criação (1831)
- George Augustus Henry Cavendish, 1.º Conde de Burlington (1754-1834)
- William Cavendish, 2.º Conde de Burlington e 7.º Duque de Devonshire (1808-1891)

Veja Duque de Devonshire para mais Condes de Burlington.
O segundo conde era neto do primeiro e primo e herdeiro presuntivo do 6.º Duque de Devonshire, cujo título ele sucedeu em 1858. "Conde de Burlington", desde então, tornou-se um título de cortesia para o filho mais velho do filho mais velho (Marquês de Hartington) do Duque de Devonshire.